# Distrito de Ticapampa
El distrito de Ticapampa es uno de los once que conforman la provincia de Recuay, ubicada en el departamento de Ancash, en el Perú. 
Su capital es el pueblo de Ticapampa se ubica a 3465 m s.n.m. y tiene 545 viviendas.

## Toponimia
Primera alternativa
Cuenta la historia que la "Cultura Ticapampa" con sus vestigios de la ciudadela de mármol en Tomapata-Izcu y las edificaciones de Jecosh constituían una población que usó la arcilla y caliza en sus utensilios con influencia Cupisnique, Pakatnamú y Chavin en el estadio formativo. La toponimia de Ticapampa significa (1)pampa de flores, (2)llanura de canlla (piedras) y (3)cerro de metales preciosos (Quellejirca). 
Segunda alternativa
- Tika( yaku rumiyashqa) agua congelada
- Panpa ( hatun kichakashqa patsa) planicie, llanura, meseta.
- Ticapampa es la llanura del agua congelada[1]

Tercera alternativa
Tica tica significaría zona donde abunda la puya Raimondi, llamada también titanca. En este caso tica = puya Raimondi. Cabe pues colegir que tika panpa = planicie de la puya raimondi. Y esta planta crece profusamente  en las faldas cordilleranas.

## Historia

### Desarrollo como territorio minero

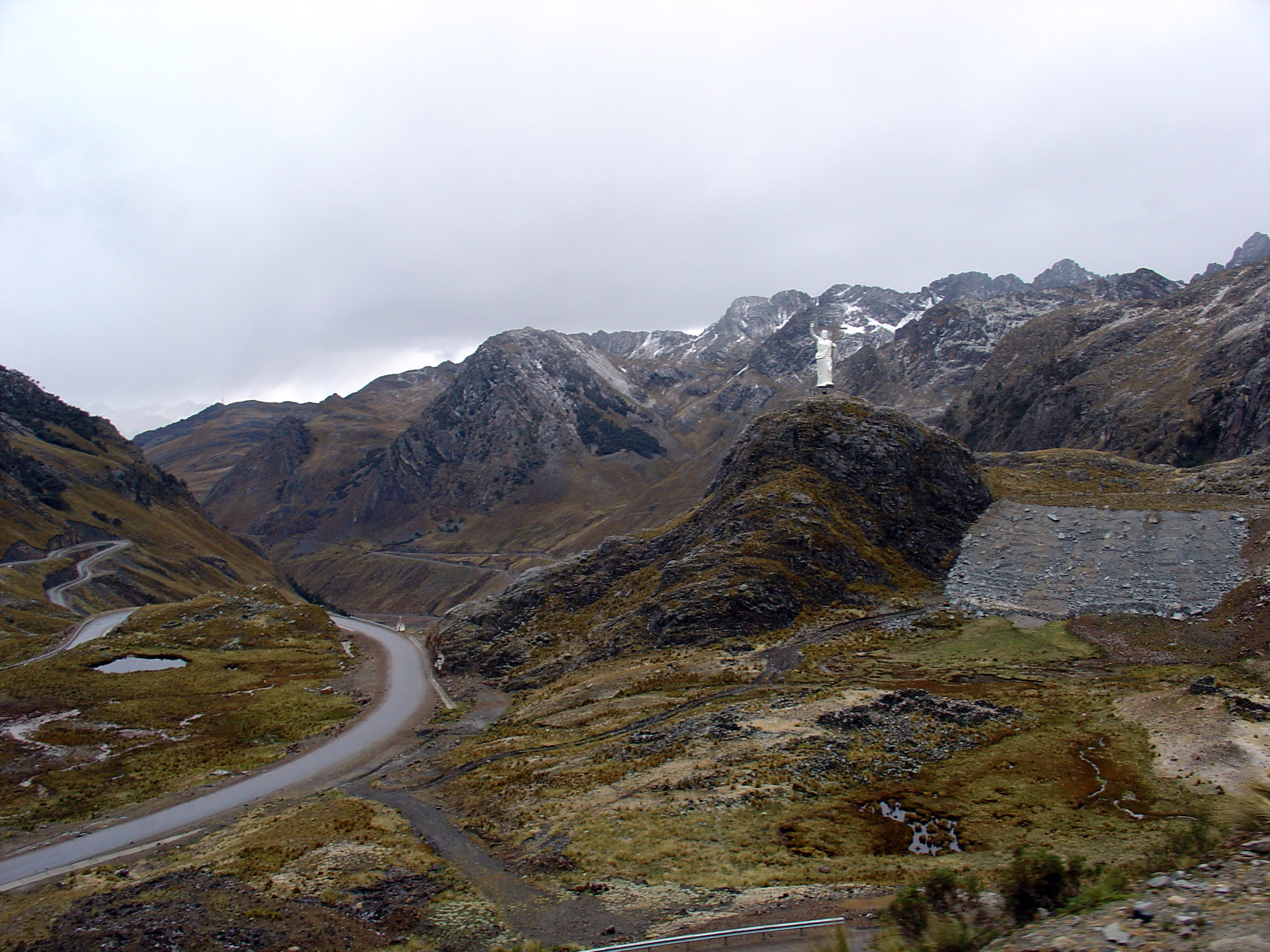

A partir de la década de 1860 y 1870 se da la apertura del camino de herradura desde la hacienda así llamada entonces Minera de Ticapampa, jurisdicción del distrito de Recuay, provincia de Huaraz hasta el Puerto de Huarmey.
A principios de 1860 los ingenieros Sokolosky (polaco) y Henry Thierry (francés) compran las minas de Santa Rosa, hoy Collaracra y establecen en el paraje de Ticapampa una pequeña planta de beneficios de minerales de plata por el sistema de amalgamación, empleando el azogue de Huancavelica para producir la famosa “Plata bella” para remitir a la Casa de la Moneda de Lima, para su refinación y acuñación de los soles de nueve décimos.
La gran riqueza de este distrito estuvo en los minerales de su subsuelo (plomo-plata, oro, caliza y mármol). Antonio Raimondi hizo un estudio minero de la zona de Ticapamapa en 1870. Fueron los mineros portugueses, polacos, ingleses y franceses desde sus primeras exploraciones en Tucu, Cotaparaco, Santa Rosa y su primera Oficina Metalúrgica, se establecieron en Parco, y luego al ubicar El Gran Socavón (1860), Collaracra y Huancapeti estas investigaciones permitieron que se crease The Anglo French Ticapampa Silver Mining Company Ltd. (AFT) en 1880, siendo la "primera empresa minera-metalúrgica" en el Perú, antes que la Cerro de Pasco Corp. (1902).
Se caracterizan su templo católico con una sola torre por su origen portugués, y sus bebidas y tragos por la influencia anglo-francesa, que dieron origen al pisco sour [cita requerida]. Durante más de 200 años la explotación de las canteras de mármol de Izcu manejada por el italiano Espartaco Tonaccera para Mármoles Roselló en Lima; y las minas de Collaracra, Huancapetí y otras, con su planta concentradora y fundición en Ticapampa fue la base de la economía de este distrito.
Ticapampa fue elevada a la categoría de distrito mediante Ley n.º 561 del 4 de julio de 1921.

## Geografía
Se encuentra a 3300 m s. n. m. en 'la sierra más hermosa de Sudamérica'.[cita requerida]

## Centros poblados
El distrito tiene una población total de 2436 habitantes con 912 viviendas distribuidas en 74 centros poblados.
| Centro poblado | Categoría | Altitud (m s.n.m.) | Habitantes | Viviendas |
| -------------- | --------- | ------------------ | ---------- | --------- |
| Ticapampa      | Pueblo    | 3465               | 1501       | 545       |
| Llullucachi    | Caserío   | 3469               | 168        | 54        |
| Compina        | Caserío   | 3464               | 106        | 51        |
| Chuyan         | Caserío   | 3634               | 101        | 39        |
| Hichic Huishca | Caserío   | 3431               | 76         | 30        |
| Pocra          | Caserío   | 3430               | 55         | 25        |

## Autoridades

### Municipales
- 2013-2014[3]
  - Alcalde: Pedro Melecio Cochachin Ortiz, del Movimiento independiente regional Río Santa Caudaloso (MIRRSC).
  - Regidores: Ridina Nilda Maza Durand (MIRRSC), Avilio Abel Casayco Mejía (MIRRSC), Riter Espinoza Villanueva (Reconstruyamos Ancash), Geovani Tannia Robles Mariño (Reconstruyamos Ancash), Remigio Sebero León Torre (Reconstruyamos Ancash).
- 2011-2013
  - Regidores: Víctor Ramírez Reyes (Movimiento Río Santa Caudaloso), Ridina Maza Durand (Movimiento Río Santa Caudaloso), Venancio Huerta Tarazona (Movimiento Río Santa Caudaloso)
- 2007-2010
  - Alcalde: Melecio Cochachin, del Partido Acción Popular.
- 2003-2006
  - Alcalde: Rodolfo Armando Roldan Guzmán, del Partido Renacimiento Andino.

## Festividades
- Enero: San Idelfonso.
- Julio: El sábado 25 de julio de 2010 nació el "Festival: Ticapampa, Origen del Pisco Sour" ("Ticapampa, Pisco Sour Tourist Fest"). Iniciada por antiguas familias lugareñas: Rondán, Colonia, Torre y Faraggy .
- Septiembre 30: Aniversario de Creación de la Provincia de Recuay.
- Octubre: La fiesta principal en honor a la Virgen del Pilar se celebra el 12 de octubre.

## Origen del Pisco Sour
La Casa de Gerencia de la empresa minera The Anglo French Ticapampa Silver Mining Company Ltd. es el lugar de origen del pisco sour, donde "nació la mezcla perfecta" que ahora es un trago internacional, siendo "uno de los cinco más preferidos en el mundo".  A fines de 1800 y a inicios de 1900 allí eran atendidos los ingenieros extranjeros por bármanes ingleses y franceses siendo estos de apellidos Faraggy, Vandevelde y Mercier quienes formaron una generación peruana de chefs y bármanes como Juan de Dios Mejia, Demetrio Ríos, Teodosio Sánchez, Eleazar Villanueva, Francisco Maguina, Santos Colonia y Silvestre Ríos. El trabajo de Andrés Tinoco académico-investigador de la U. Ricardo Palma, refiere detalladamente los antecedentes y sucesos que dieron origen al pisco sour.
- Creación del Pisco Sour El "Pisco Acholado" de Pacarán (Cañete) se vendía siempre en la mercantil (bodega)para consumo de los trabajadores por ser una zona fría; siendo don Osvino La Madrid el último Jefe de mercantil que fue trasladado de Cerro de Pasco en el ano 1940. Anteriormente en 1914 el barman Juan de Dios Mejía Romero en una ocasión a falta del "licor ácido" para el "sour inglés", usó el pisco en lugar de "ginger ale" de Caraz(ahora "evervess" en Lima) y le salió el "pisco sour"; es decir, nació "la mezcla perfecta" en las minas. Esto le hace merecedor a Ticapampa ser el lugar de Origen del Pisco Sour por su calidad inigualable, bouquet y sabor. Ahora es un trago internacional muy preferido en los mejores bares del mundo.

- Difusión del Pisco Sour Demetrio Ríos fue enviado a la otra minera francesa Huarón Mines en Cerro de Pasco, para trabajar como barman, un señor Morris que trabajaba como contador en The Cerro de Pasco Railway (ferrocarriles) enseñado de Demetrio Ríos todo sobre el Pisco Sour. Siempre las empresas mineras han compartido experiencias y cada vez mejores modos de vida por estar ubicadas en la sierra de frío y altura.

Posteriormente Juan de Dios Mejía Romero se traslada a Lima y llega a ser jefe de los bármanes del Country Club y primer concesionario de "Rent a Car", así orienta a sus paisanos ancashinos "mozalbetes blancos" de hablar con dicción y sin dejos, de vestir con terno y corbata impuesto por los ingleses, que fue característica de Ticapampa pequeño pueblo cosmopolita de ese entonces (1900), para desempeñarse como mozos y bármanes en el Hotel Maury y en el Gran Hotel Bolívar donde trabaja en las noches por recomendación del Sr. José Antonio Miró Quesada, asesor de prensa de la CPC-Cerro de Pasco Corp. en las oficinas ubicada en el Jr. Carabaya 891 ubicada en la plaza San Martín de Lima. Igualmente en 1927 asesora al Bar Morris de la Calle Boza en Lima.
También llega a administrar el Restaurante "El Suizo" y "El Peruano" de la exclusiva playa la Herradura (1945) y llega a ser propietario de la Agencia de Transportes "Cahuide" ubicada en la cuadra 4 de la Av. Grau (actual ubicación de Esalud). De esa generación creativa vive aún Silvestre Ríos(90 años), último administrador del Club de la empresa The Anglo French Ticapampa Silver Mining Co. Ltda. (1880-1980).
- "Ticapampa: Pisco Sour Town" .- Existe un reconocimiento como valor cultural intangible la creación del "Pisco Sour" de parte del Gobierno Regional de Ancash, a través de la Dirección Regional de Cultura.

- "Ticapampa: Pueblo-Museo de la Minería Primigenia", ahora conserva los restos de la primera Central Hidroeléctrica(1900) "que dio luz eléctrica al primer pueblo peruano antes que Lima" como mencionaba el Ing. Roberto Heredia en sus clases en la Universidad Nacional de Ingeniería y nos refiere su alumno el Ing. Víctor Mejía Huerta, especialista en diseño de plantas concentradoras de minerales.

Igualmente existen los restos de las instalaciones del Molino Cónico para concentración de minerales(1905), primer Horno de Fundición(1912), Puente de Calicanto "Mercier" (1913), Bocamina Gran Socavón(1860) y Bocatoma y canal de calicanto que atraviesa por lo alto al pueblo. "La Casa de Gerencia" y el Local del Club "El Obrero", ya se refiere que son "dignos de ser Declarados Patrimonio Cultural de Ancash" por el Ministerio de Cultura (RDR No.032-2012-DRC-ANC/MC), y tiene que cumplir una responsabilidad 'histórica' el Gobierno Distrital de Ticapampa con su Alcalde Lic. Melecio Cochachin en este año del 2012.
También es un punto turístico de la tecnología anglo-francesa como "patrimonio industrial-minero" dejado por el ingeniero Rafael Cáceres último gerente de AFT y promovido por la Cámara Distrital de Turismo de Ticapampa-Tica Tur que espera el apoyo de la Sociedad Nacional de Minería, Petróleo y Energía-SNMPE por gestión de la ONG empresarial "Latino Perú"
La Cerro de Pasco Corporation - CPC, ahora Doe Run Perú - DRP creada en 1902 fue la segunda empresa minero-metalúrgica como refiere "El Perú Minero" de Mario Samamé Boggio.
| Mina / Equipo      | País / Zona           | Año       |
| ------------------ | --------------------- | --------- |
| Gran Socavón       | Perú-Cordillera Negra | 1860-1900 |
| Molino Cónico      | Perú-Ticapampa        | 1905      |
| Horno de Fundición | Perú-Ticapampa        | 1912      |
| Huancapeti         | Perú-Cordillera Negra | 1900-1950 |
| Collaracra         | Perú-Cordillera Negra | 1900-1960 |
| Minera Alianza     | Perú                  | 1967-1980 |

- Ticapampa Pisco Sour Tourist Fest

Se realiza cada cuarto sábado del mes de julio, con elección de una reina del festival. En la víspera hay Fuegos Artificiales. En el día principal: desfiles, concursos, premios, degustación, conjuntos musicales y baile. Ha sido reconocido por la Dirección Regional de Cultura del Gobierno Regional de Ancash: "Ticapampa Cuna del Pisco Sour" y "Declarar de Interés Regional el III Festival Internacional Ticapampa, Pisco Sour Tourist Fest" por su Director el Mg. José Antonio Salazar Mejía (RDR No.032-2012-DRC-ANC/MC. Huaráz, 12 de julio de 2012).
- - Desfiles: Alegóricos, Estudiantina, Clubes, Barrios y Centros poblados. Desfile de autos clásicos.
  - Concursos: De bármanes de pisco sour, jóvenes y másteres. Creación de tragos con pisco. De platos típicos por el Club de Madres.
  - Bailes: brasilero, portugués, inglés, francés, hindú, flamenco, cumbia peruana, marinera, chuscada, huayno, zaña y otros.

## La Casa de gerencia
La Casa de Gerencia de The Anglo French Ticapampa Silver Mining Co. ha sido declarado patrimonio cultural por el Gobierno Regional de Ancash a través de la Dirección Regional de Cultura, por ser el lugar histórico donde nació la 'mezcla perfecta' del pisco sour.

## Gastronomía
Los platos apreciados son 'jaca picante' el picante de cuy frito, 'cuchi kanka' asado de chancho, 'llustu' sopa de trigo y los guisos de cordero son muy apreciados.
La fruta capuli, sirve para preparar el 'capuli pisco sour'.

## Patrimonio y atractivos turísticos
- Murallas de Tomapata, lugar donde se ubica la ciudadela de mármol, de la Cultura Ticapampa, de origen Chavín y Cupisnique.
- Cascada Atacho, ubicada a 2 km. con acceso en construcción por el Gobierno Distrital de Ticapampa. Zona de reposo como un AZRAM YOGA.
- Zona Arqueológica de Jecosh, ubicada en las faldas de la Cordillera Blanca a 3 km del pueblo.
- Cristo de Montebello, bello paraje con un "Cristo de Montebello" de marmolina que sirve de mirador del pueblo hacia el paisaje de la Cordillera Blanca.